# 天卫二十
天卫二十（S/1999 U 2，Stephano）是环绕天王星运行的一颗卫星。